# Жерард од Сидона
Жерард од Сидона (умро између 1165. и 1171) био је најстарији син Еустазија I Гранијера, господар Сидона и један од најважнијих крсташа свога времена. Његов брат Волтер је успео у Цезареји. Његова мајка Емелота се преудала за Ига II од Јафе, рођака краљице Мелисенде.
Жерард је често вршио гусарске нападе на муслиманске флоте у служби краља Амалрика I. Учествовао је и у опсади Аскалона 1153. године.